# Marathyssa albistigma
Marathyssa albistigma is een vlinder uit de familie van de Euteliidae. De wetenschappelijke naam van de soort is voor het eerst geldig gepubliceerd in 1921 door Wileman & South.